# 喜多方ラーメン
喜多方ラーメン（きたかたラーメン）は、福島県喜多方市発祥のご当地ラーメン（ご当地グルメ）。
2006年（平成18年）1月の市町村合併前の旧喜多方市では人口37,000人あまりに対し120軒ほどのラーメン店があり、対人口比の店舗数では日本一であった。札幌ラーメン、博多ラーメンと並んで日本三大ラーメンの一つに数えられている。
朝ラーメンを含めて地元住民に食されているだけでなく、観光資源にもなっている。

## 特徴
スープは醤油味の透明な豚骨スープが基本で、あっさりした味わいである。豚骨のベースと煮干しのベースを別々に作り、それらをブレンドしたものを提供する店もある。店によっては塩味や味噌仕立ても提供する。
麺は「平打ち熟成多加水麺」と呼ばれ、幅は約4mmの太麺で、切刃番手は12番および14番が使われる。独特の縮れがあり、食感は柔らかい。具はチャーシューを大き目（または多量）にのせるのが特徴だが、ねぎ、メンマ、なるとなど一般的な構成である。
否定派からはインパクトや特徴が無いという声もあり、良くも悪くもオーソドックスなタイプのラーメンである。

## 歴史
1927年（昭和2年）、「源来軒」創業者の潘欽星 / 藩欽星（ばん きんせい、1905年 - 1994年）が、中華麺に近い「支那そば」を打ち、屋台を引いたのが原点である。その味は市民生活に浸透していくこととなった。潘は中国の浙江省出身で、大正末に日本で働こうと渡航してきて、喜多方で中華麺の製造・販売を始めた。
その後、潘の「楽天支那そば」作りのノウハウを継承する人間が増え始め、「満古登（まこと）食堂」「坂内（ばんない）食堂」など市内の多くの「食堂」が「支那そば（中華そば）」をメニューに出すようになった。このような流れから、現在も市内の多くのラーメン店が「○○食堂」という屋号を使っている。
喜多方市の観光の原点は「蔵」から始まる。市内の写真館「金田写真荘」の金田実が四季を通して蔵の写真を500枚ほど撮り、その写真展を東京で開催したことで「蔵のまち喜多方」が浸透した。そのような流れの中、1975年（昭和50年）にNHKが『新日本紀行』で、蔵と人々をテーマにした「蔵ずまいの町 福島県・喜多方市」を放送したことで、喜多方を訪れる観光客が年間5万人から1983年（昭和58年）には20万人に急増した。
一方で観光収益の増大のためには、観光客の滞在時間の増加が課題となっていた。1982年（昭和57年）頃、市の商工観光課の職員は、団体の観光客の滞在時間増加を図るため、団体客のための昼食場所を探し始めたが、市内の日本料理屋には団体客を受け入れるスペースなどがないことから、ラーメン店に目をつけ、団体客用の昼食場所として観光業者に紹介を行った。
市が紹介したラーメン店は「まこと食堂」であったが、1杯数百円の安い値段の店を昼食場所に紹介することに一抹の不安もあったことから、民放の関係者を「まこと食堂」に連れて行き、意見を聞いたところ「まこと食堂」のラーメンが特徴的であるとのことから、民放のテレビ番組に取り上げられることとなった。1983年（昭和58年）には福島県観光連盟の仲介で、日本交通公社（現JTB）の雑誌『るるぶ』で観光宣伝を仕掛け、PR記事の1ページ分に喜多方ラーメンが紹介され、さらに、NHKなどでも取り上げられたことから、喜多方ラーメンが全国的によく知られるようになった。なお「まこと食堂」は後継者がおらず、2023年（令和5年）9月末日にて閉店した。
喜多方ラーメンを提供してきた店のうち、源来軒、まこと食堂、坂内食堂が「御三家」、源来軒を中華料理店で別格として他の二店が「二横綱」とされる。
東京都品川区に本社を置く麺食（めんしょく）は「会津喜多方ラーメン坂内」を日本国内各地やアメリカ合衆国でチェーン展開している。創業経営者の中原明が、国鉄関連会社のサンフーズで国鉄分割民営化に備えて余剰人員を活用して外食事業を強化する仕事をしていた時、喜多方ラーメンがおいしいと聞きつけて現地を訪れ、曽我製麺の勧めで「坂内」を手伝って修行したことがきっかけとなった。
2010年（平成22年）頃には約110店あった喜多方ラーメン提供店は店主の高齢化などにより2020年代には約90店へ減っており、喜多方市役所は事業承継などを支援する喜多方ラーメン課を2024年（令和6年）4月1日付で設けた。同じく市内の名物である山都そばを応援する「そば課」と同時設置であり、ともに観光交流課との兼務となる。

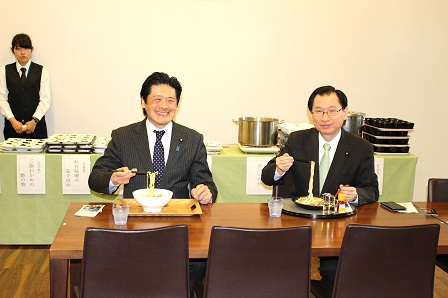
東日本大震災の復興支援で2015年に開かれた展示即売会にて、喜多方ラーメンを食べる復興大臣政務官岩井茂樹（左、右は盛岡じゃじゃ麺を食べる復興副大臣浜田昌良）

## 老麺会

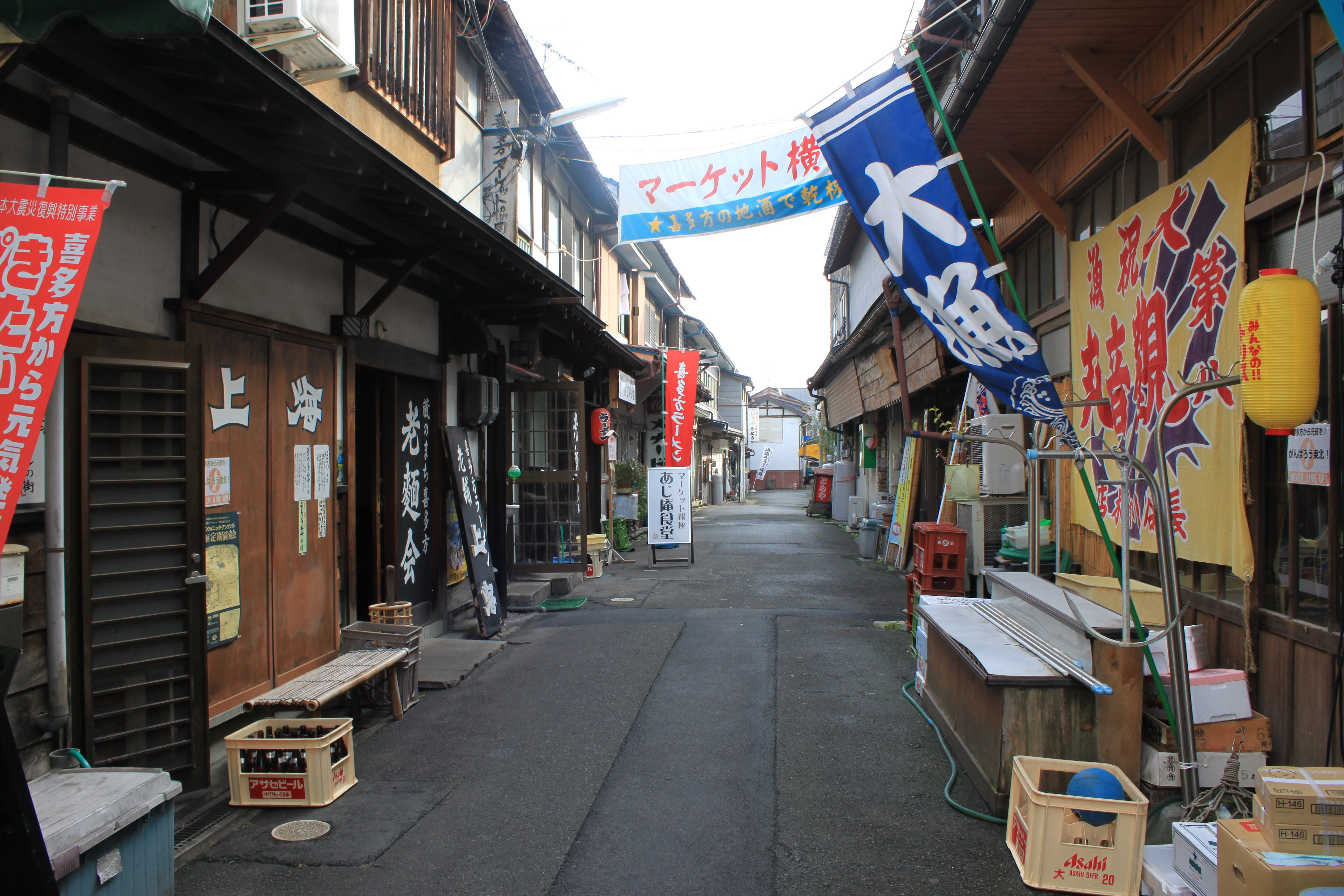
喜多方マーケット銀座

1987年（昭和62年）、喜多方ラーメンがブームとなり一定の知名度を確立したことを受け、食堂（ラーメン店）、製麺業者、喜多方市役所、商工会議所が参加した、ラーメン関係業種懇談会が開催された。同会にて、ラーメン店のレベルアップ、伝統（太麺、平打ち、縮れ麺）の継承等を目的として「ラーメン会」の組織立ち上げが検討され、1987年（昭和62年）3月4日、喜多方市の観光PRの一環として同業者団体「蔵のまち喜多方 老麺会（くらのまちきたかた らーめんかい）」が発足した。発足当時は任意団体であったが、活動の強化を図るため、2005年（平成17年）8月に協同組合へと組織変更されている。
喜多方市内（駅前、市役所、北町、三津谷、上三宮、熱塩加納周辺）に存在する店舗のうち、店先に「蔵のまち喜多方 老麺会」と描かれた紺色のノボリを設置している店舗が「老麺会」に所属している店舗であり、2015年（昭和27年）10月時点で45店舗が所属している。
老麺会では不定期に『老麺会まっぷ』を発行している。これは老麺会に加盟する店舗を地図にまとめたものであり、観光PR用として老麺会に参加する店舗等において無料配布されているほか、老麺会の公式サイトにてPDFファイル形式でダウンロードすることが出来る。

### 商標登録を求めた訴訟
地域ブランド確立のため、老麺会は2006年（平成18年）に創設された地域団体商標制度に基づき、「喜多方ラーメン」の商標登録を目指したものの、特許庁は商標登録を認めないとの審決を行った。これを受けて、老麺会は審決取消しを求めた行政訴訟を提起した。
しかし、2010年（平成22年）10月に、第一審の知的財産高等裁判所は、老麺会への喜多方市内のラーメン店の加入率が低いこと、喜多方市外でも既に普及している名称であることから、「喜多方ラーメン」が老麺会とその加盟店だけの商品・サービスとして広く認識されているとはいえず、特許庁審決を妥当であると判断し、取消請求を棄却する判決をした。上告受理の申立てを行ったものの、2012年1月31日に最高裁判所第三小法廷が上告不受理決定を行ったことから、老麺会の請求を棄却した知財高裁の判決が確定し、商標登録できないこととなった。

### 市内の代表的な店
喜多方市外に出店している店もある。
- 源来軒（喜多方ラーメン発祥の店）

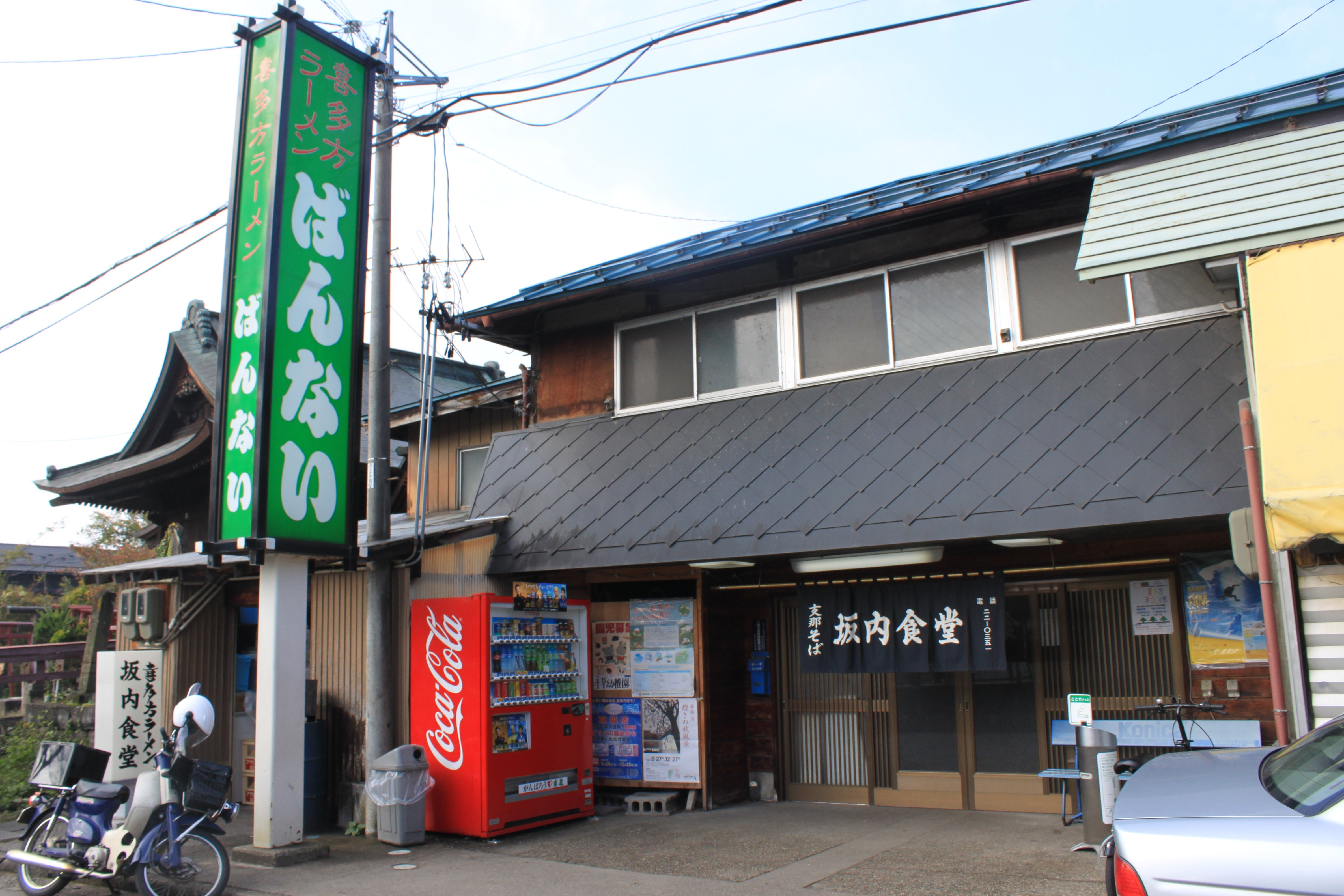
坂内食堂

- まこと食堂（喜多方ラーメンとして紹介された最初の店。2023年9月閉店）
- 坂内食堂
- まるや（初代老麺会会長の店）
- 喜多方屋（東京都内初の喜多方ラーメン専門店）
- あづまさ（蔵屋敷 喜多方ラーメンの店）

## 観光施設や派生商品
日本三大ラーメンに数えられる喜多方ラーメンにちなみ、ラーメン館といった喜多方ラーメンの土産店も市内には存在する。持ち帰り調理用ラーメンのほか、せんべいなど近い風味の菓子類などが販売されている。2014年（平成26年）には喜多方ラーメン専用のミュージアム、ラーメンミュージアムが完成。ラーメン神社も併設されている。
ご当地グルメの喜多方ラーメンバーガーも存在する。これを提供している道の駅喜多の郷ではこのほか、スープで米飯を炊いた「ラーメン丼」、麺を生地にした「ラーメンピザ」などがメニューにある。